# ジョン・アビザイド

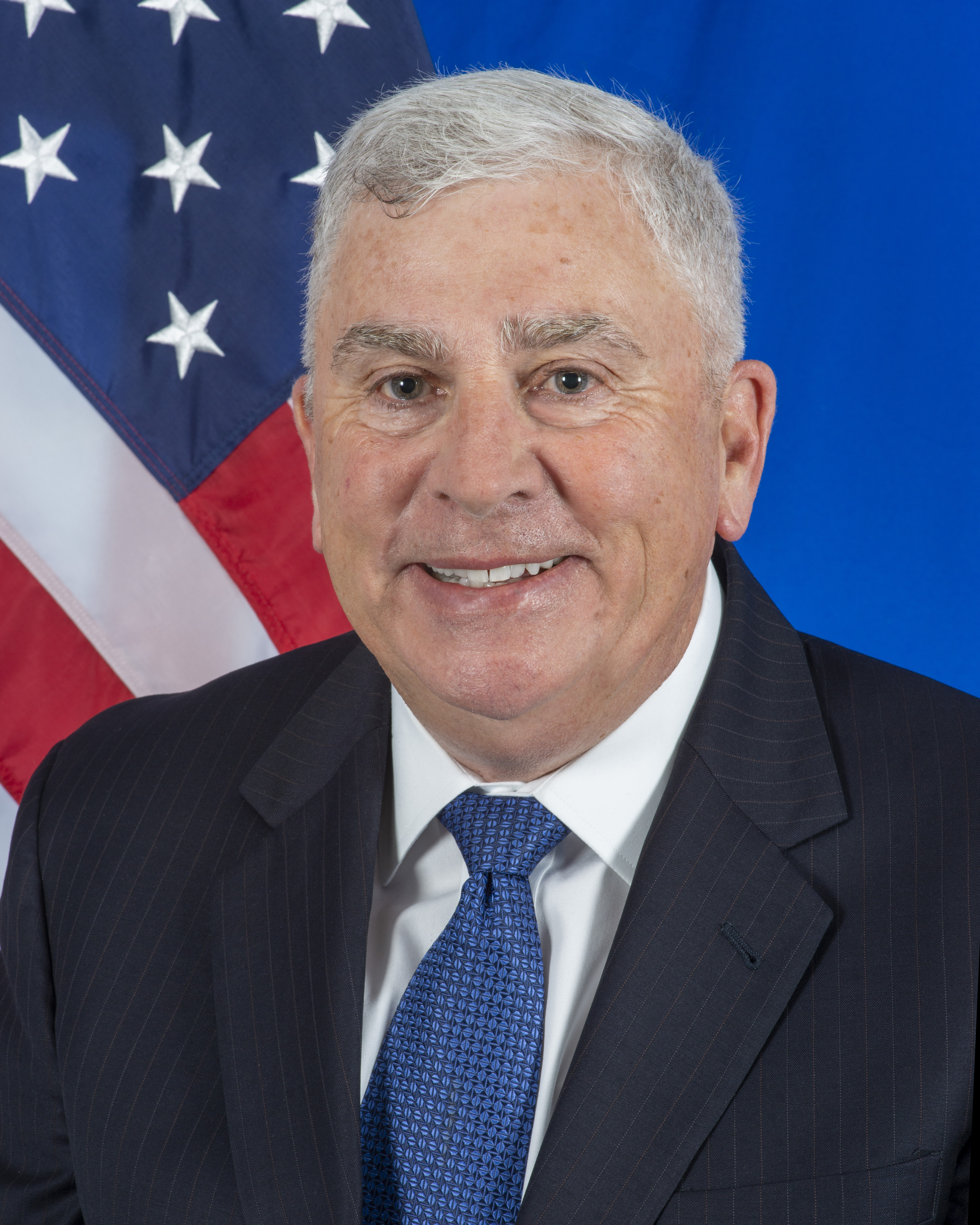
2019年

ジョン・フィリップ・アビザイド（英語: John Philip Abizaid、1951年4月1日 - ）は、アメリカ合衆国の軍人、大使。
元アメリカ陸軍大将で、アメリカ中央軍司令官。2019年から2021年まで駐サウジアラビア大使を務めた。

## 来歴
アメリカ陸軍に34年間勤務した後、2007年時点でフーヴァー研究所のフェローを務め、同年12月にウェストポイントのテロ対策センターのディスティングイッシュトプロフェッサーに就任し、2008年1月24日にRPMインターナショナルの取締役に任命され、ディフェンス・ベンチャーズ・グループの取締役も務めた。2008年にはダートマス大学のモンゴメリー・フェローを務めた。2018年11月13日に駐サウジアラビア大使に指名され、2019年4月10日にアメリカ合衆国上院で承認され、30日に就任した。同年6月16日にサルマーン・ビン・アブドゥルアズィーズ国王に信任状を提出した。2021年1月20日に辞任し、2022年時点でオルブライト・ストーンブリッジ・グループの上級顧問を務めている。